# أوستيرولد، فريسلاند
أوستيرولد هي أكبر قرية في بلدية «وستستلينغويرف» في شرق فرايزلاند، هولندا. ويبلغ عدد سكانها حوالي 10,000 نسمة.

## أعلام
- هالبي زيلسترا